# Oude Griekenland

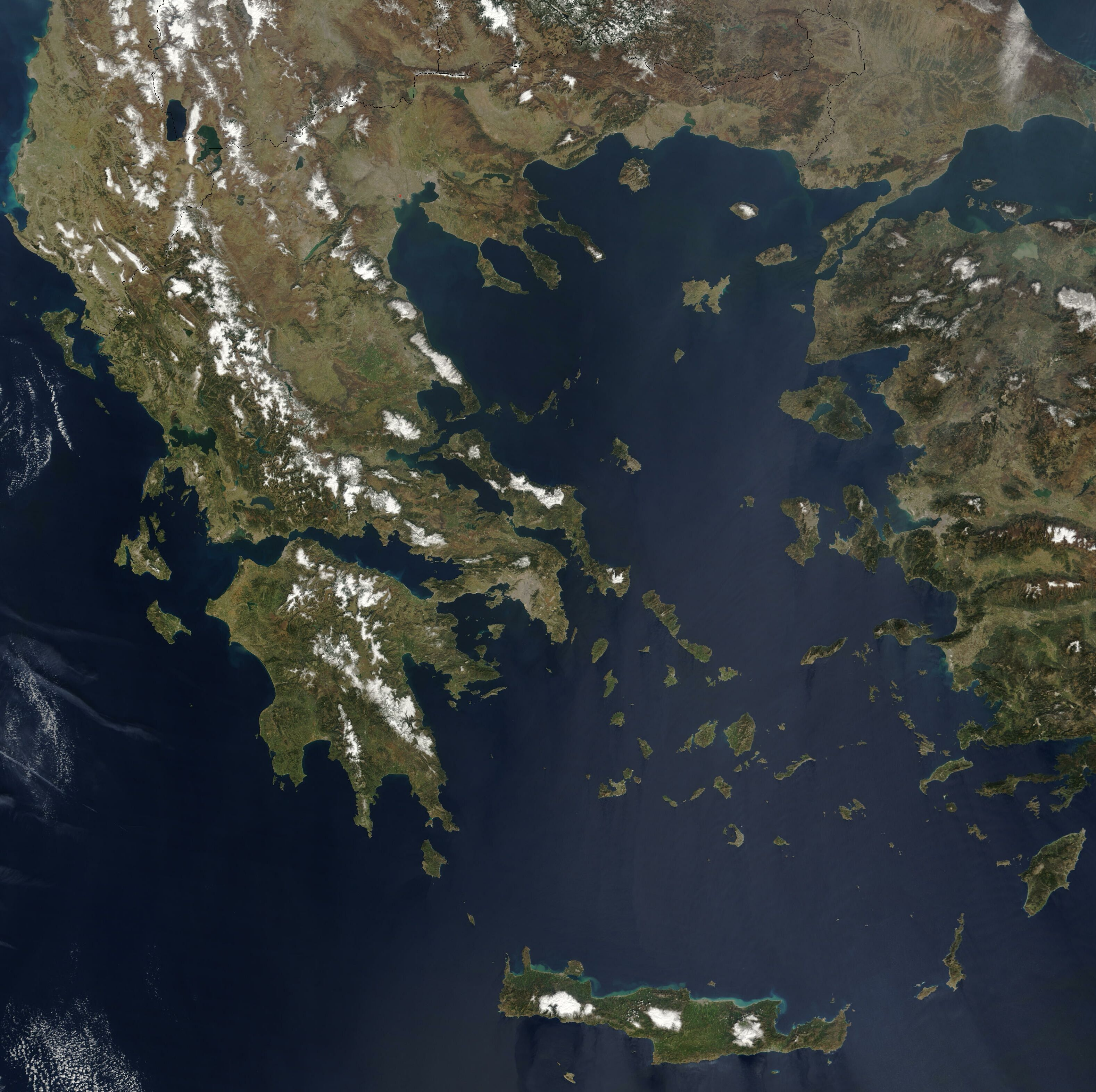
Het kerngebied van het oude Griekenland.

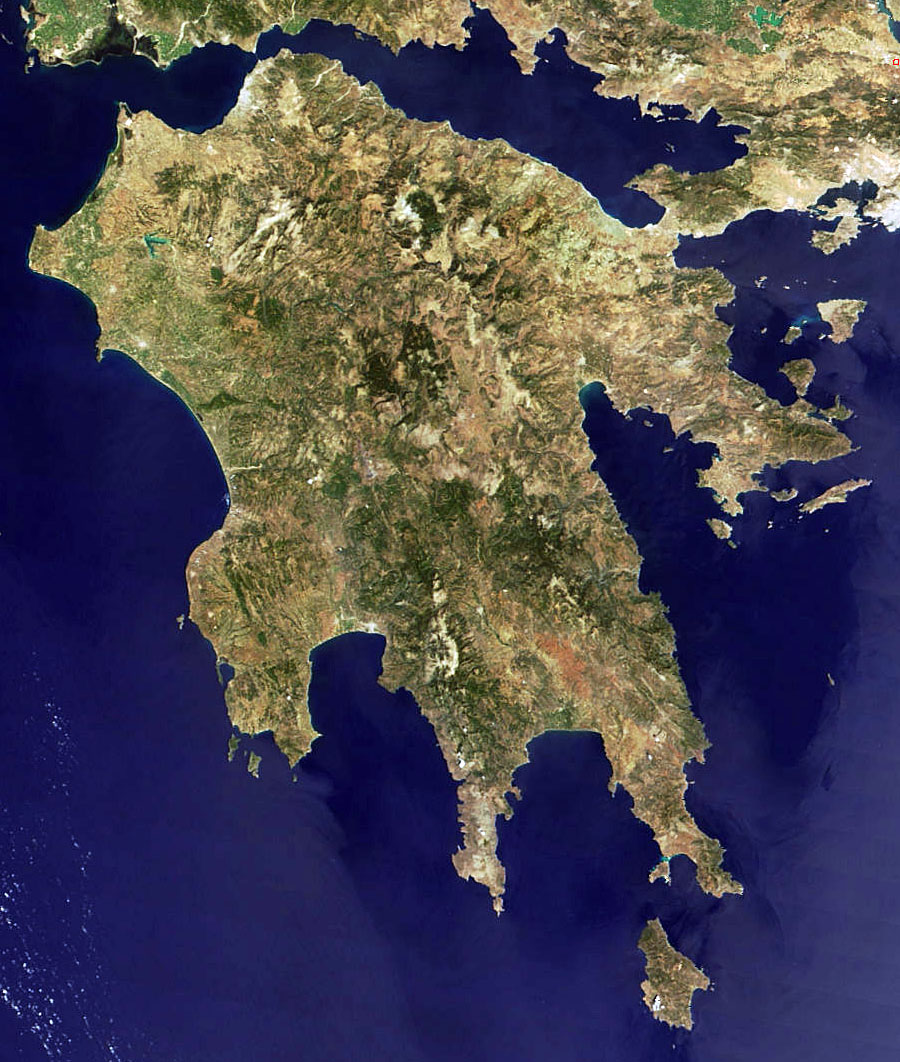
Peloponnesos.

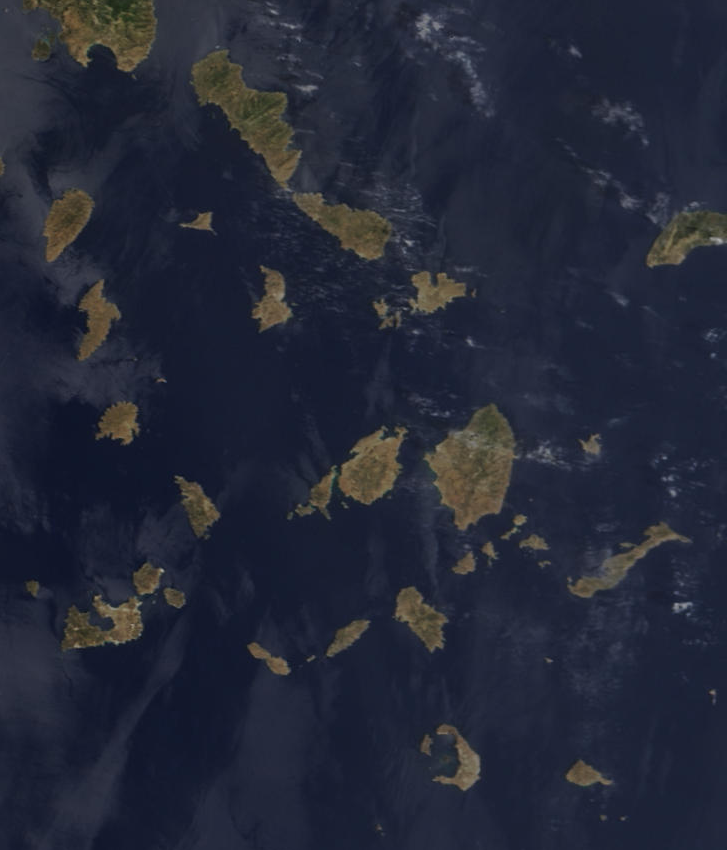
Cycladen.

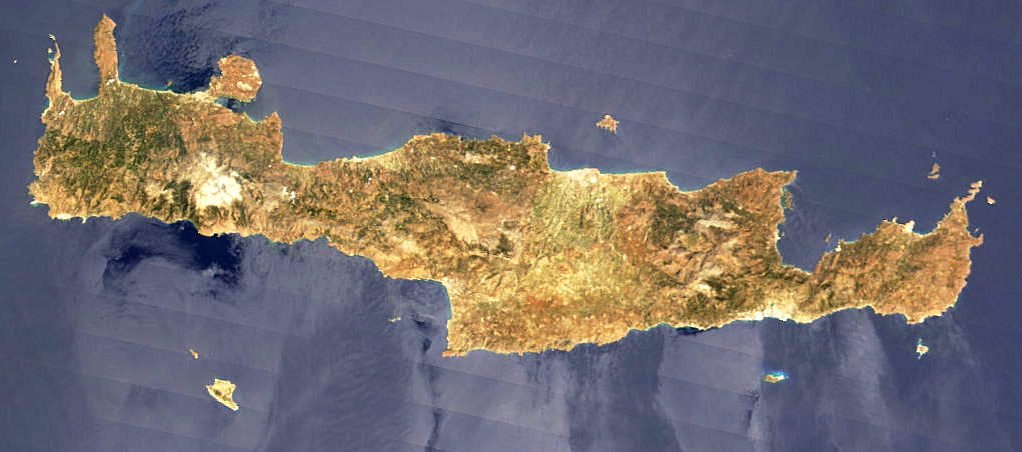
Kreta.

Het oude Griekenland (Oudgrieks: Ἑλλάς; Latijn: Graecia) was een cultuurregio op het Balkanschiereiland en op de eilanden in de Egeïsche Zee, waaraan sinds 3000 v.Chr. rijke hoogstaande culturen voorafgingen, zoals de Minoïsche en de Myceense beschaving. Met het oude Griekenland worden voor de periode na de duistere eeuwen, toen Indo-Europeanen de regio binnensijpelden, alle gebieden bedoeld, waar men Grieks sprak.

## Geschiedenis
De geschiedenis van Griekenland is lang en complex. Na de rijke Minoïsche, Myceense en Cycladische beschavingen, verviel het oude Griekenland in de zogenaamde duistere eeuwen. In deze periode werd echter de basis gelegd voor de zogenaamde klassieke Griekse periode, die als een hoogtepunt wordt beschouwd in de westerse cultuurgeschiedenis. De duistere eeuwen gingen over in de Archaïsche periode (800–480 v.Chr.), waarin de klassieke oud-Griekse staatsvorm van de polis tot ontwikkeling kwam. Twee van de grootste wiskundigen, Thales van Milete en Pythagoras leefden in deze periode.
De klassieke periode (circa 500–323 v.Chr.) wordt beschouwd als de bloeiperiode van de poleis, met als voornaamste gebeurtenissen de oorlogen die het oude Griekenland op de rand van de afgrond brachten: de Perzische Oorlogen en de Peloponnesische Oorlog. Tegelijkertijd was het de tijd van drie filosofen die het westerse denken blijvend zouden beïnvloeden: Socrates, Plato en Aristoteles. Ook het theater, de poëzie, retoriek, geschiedschrijving, militaire strategie, architectuur, beeldhouwkunst, natuurwetenschap en, in iets mindere mate de wiskunde, maakten een creatieve fase door, die in veel opzichten relevant is gebleven, of althans niet in de vergetelheid geraakt. Mogelijk waren ook de schilderkunst en de muziek belangwekkend, maar die zijn vrijwel geheel verloren gegaan.
De hellenistische periode (323 v.Chr.–146 v.Chr.), zou een mengcultuur voortbrengen die zich verbreidde, vanuit Hellas, naar het gebied van het huidige Midden-Oosten. De stadsstaten of  poleis gingen op in de Diadochenrijken, die ontstonden na de vroege dood van Alexander de Grote, in 323 v.Chr.. De wiskunde bereikte in die periode hoogtepunten met Archimedes en Euclides. Na de oorlogen van de hellenistische vorsten met het opkomende Rome, kwam het oude Griekenland in 146 v.Chr. geheel onder Romeins bestuur, dat tot 395 na Chr. zou duren. De Romeinse provinciae Macedonia, Achaea en Kreta werden door de Romeinen ingesteld. Met het uitdoven van de heidense cultuur, en het voortleven van het Romeinse Rijk in het christelijke Griekssprekende Byzantijnse Rijk, maakte het oude Griekenland plaats voor een gekerstend Byzantijns Griekenland.

## Taal en schrift

Griekse dialecten.

Voor de oude Grieken was het onderscheid tussen hen die Grieks spraken en niet Grieks-sprekenden van belang: ze noemden anderstaligen barbaren. Hiermee doelden zij vooral op de voor hun bekendste niet-Griekssprekenden: de Perzen, de erfvijanden van het oude Griekenland. Hoewel de oudere Minoïsche en Myceense beschaving al een schrift kenden, respectievelijk het Lineair A en B, ging dit tijdens de duistere eeuwen verloren. De oude Grieken gebruikten voor hun Indo-Europese taal een alfabet, dat ze overnamen van de Feniciërs, en vervolgens aanpasten aan de vereisten van hun eigen taal.

## Geografie
Zoals gezegd omvatte het 'oude Griekenland' het Balkanschiereiland en de eilanden in de Egeïsche Zee. Het begrip zou zich, na de Griekse kolonisatie, na de duistere eeuwen, uitbreiden over een uitdijende, Grieks-sprekende wereld. Dit uitgestrektere gebied kreeg de naam Magna Graecia, 'Groot Griekenland', dat zich over het gehele Middellandse Zeegebied uitstrekte. Specifieker verwijst Magna Graecia naar het zuiden van Italië en Sicilië, ten tijde van het oude Griekenland.

## Kunst en cultuur
De oud-Griekse kunst wordt door kunsthistorici gedefinieerd als kunst die in de Grieks-sprekende wereld werd vervaardigd, tussen ongeveer 1050 v.Chr. en 27 v.Chr. De kunst van de Myceense beschaving, die van 1600 v.Chr. tot 1200 bloeide, wordt hier doorgaans niet onder begrepen. Weliswaar spraken de dragers van de Myceense cultuur een Grieks dialect, maar er is weinig of geen continuïteit tussen hun kunst en de latere Griekse kunst. De oud-Griekse kunst laat men eindigen met de inlijving van Griekenland in het Romeinse Rijk. Deze tamelijk rigide indeling wordt soms doorbroken, om de samenhang aan te tonen tussen de opeenvolgende beschavingen van het oude Griekenland.

## Oud-Grieks theater
Het theater in het Oude Griekenland was oorspronkelijk een gezongen godsdienstig ritueel. Vanaf de 6de eeuw v.Chr. (Thespis) werd de zangtekst verhalend en beeldde een acteur de handeling uit. In the 5de eeuw v.Chr. voegden de toneelauteurs Aischylos en Sophocles meer acteurs toe en werd het toneelstuk ingedeeld in episodes, afgewisseld met koorzang. Met Euripides gingen de goden naar de achtergrond en betrof de handeling in de eerste plaats menselijke tragiek. Vrijwel overal in de Grieks-Romeinse wereld blijven resten over van halfcirkelvormige openluchttheaters.

## Oudgriekse literatuur
Naast drama blijft uit het Oude Griekenland een belangrijk corpus epiek en lyriek over. Bekend zijn onder meer de epoden Ilias en Odyssee van de mythische auteur Homerus, over de Trojaanse Oorlog en de latere omzwervingen van het personage Odysseus, en de gedichten van Sappho.

## Oud-Griekse wetenschap
Wetenschappelijk onderzoek in het Oude Griekenland kon voortbouwen op een rijke traditie uit het Nabije Oosten, met name onder meer in de wiskunde en de astronomie. De Griekse bijdragen aan de de wiskunde en de natuurfilosofie worden gekenmerkt door een toenemende mate van abstractie. De meetkunde van Thales en later Euclides was niet meer uitdrukkelijk gericht op praktische problemen van landmeting, maar deed een poging algemene waarheden over de structuur van de ruimte af te leiden uit logische bewijsregels. Natuurwetenschappers als Anaximander, Empedocles en Democritus dachten na over de fundamentele structuur van de materie.
De Griekse filosofie met auteurs als Plato en Aristoteles ligt aan de grondslag van alle westerse filosofie.
In de Hellenistische periode onderscheidden zich de astronoom Claudius Ptolemaeus en de geneeskundige Claudius Galenus. Zij zouden tot in de late Middeleeuwen als autoriteit gelden in de westerse wereld (o.m. via de omweg van Arabische vertalingen) en pas in de Renaissance kritisch onderzocht worden.

## Maatschappij
De oud-Griekse maatschappij is moeilijk als geheel te behandelen, daar ze van polis tot polis verschilde. Toch waren er enkele gemeenschappelijke kenmerken, waaronder het principe zelf van de polis, de zelfstandige Griekse stadsstaat. Slavernij kwam in het oude Griekenland overal voor. De Panhelleense Spelen, zoals de Olympische Spelen te Olympia, waren een uitdrukking van de Griekse agonale, wedijverende geest. Het was in de oud-Griekse godsdienst, dat de Grieken zich verbonden zagen door een gezamenlijke mythologie.

### Oud-Griekse leger
Het oud-Griekse leger verschilde weliswaar van polis tot polis, maar werd gedurende de Klassieke periode overal gekenmerkt door hoplieten in falanxformatie. Later zouden lichtgewapende peltasten de centrale rol van de hoplieten overnemen. De Atheense Grieken noemden de legeraanvoerder ὁ στρατηγος en de soldaat ὁ στρατιωτης. Het oud-Griekse leger mag niet gezien worden als het leger van één territoriale staat. Elke Griekse polis bezat haar eigen leger, en deze legers vochten de onderlinge strijd tussen de Grieken uit. Maar daarnaast verenigden de Grieken zich in militaire verbonden zoals de Peloponnesische Bond of Delisch-Attische Zeebond. De oorlogstechnieken van de verschillende poleis leken op elkaar, maar sommige poleis wisten met hun oorlogsvoering de andere poleis voor te blijven.

### Oud-Griekse godsdienst
De oud-Griekse godsdienst verbond de Grieken, maar verdeelde hen ook. Hoewel de Grieken bijeenkwamen voor religieuze feesten, mythologische verhalen deelden en vaak dezelfde goden eerden, kende elke polis haar eigen godheid en rites.

## Verdere lectuur
- L. Mozatti, Het oude Griekenland. Van de vroegste Griekse kunst tot het hellenisme, Roeselare, 2002. ISBN 9054668237
- E.J. Stafford, Het oude Griekenland. Leven, mythen en kunst, Hilversum, 2004. ISBN 9057645076